# سیارک ۱۴۳۴۹
سیارک ۱۴۳۴۹ (به انگلیسی: 14349 Nikitamikhalkov، نامگذاری:1985UQ4) چهارده هزار و سیصد و چهل و نهمین سیارک کشف شده‌است که در ۲۲ اکتبر ۱۹۸۵ کشف شد.
قدر مطلق سیارک برابر ۳۳.۸ است.